# Elwro 800 Junior
O Elwro 800 Junior é um computador doméstico de 8 bits produzido pela empresa polaca Wrocławskie Zakłady Elektroniczne Mera-Elwro a partir de 1986.
O sistema era 100% ZX Spectrum-compatível, e possuía ainda a capacidade de executar o SO CP/J (que nada mais era que uma versão modificada do CP/M 2.2) e integrar um tipo de rede local denominada JUNET.
O gabinete do 800 Junior apresentava uma espécie de alça de arame na parte superior. O adereço, na verdade, era originalmente um suporte para pautas: o gabinete do micro havia sido reaproveitado de um piano de brinquedo...

## História

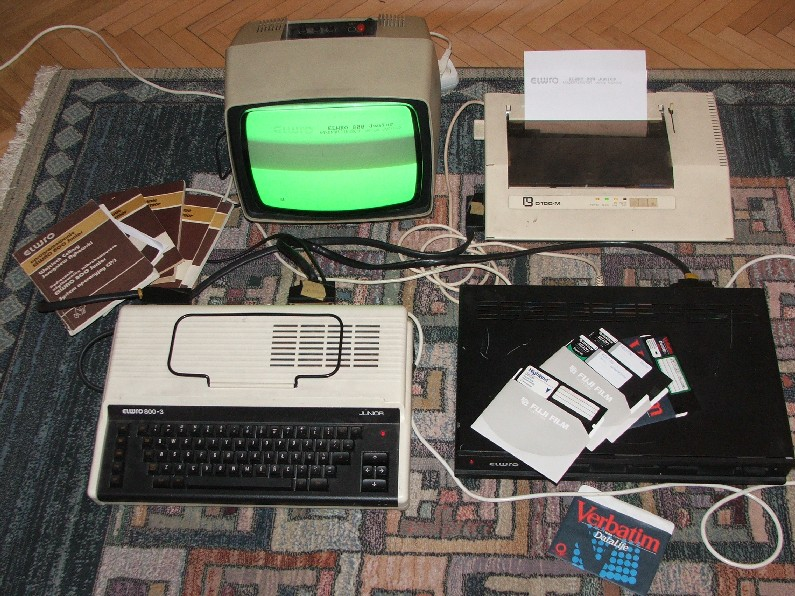
Sistema Elwro 800 Junior completo, com monitor Neptun 156, uma unidade dual F-800 para disquetes de 5" 1/4 e impressora D100-M Mera Błonie.

A série Elwro 800 Junior começou a ser desenvolvida em 1985 por técnicos do Instytutu Automatyki Politechniki Poznańskiej de Poznan, atendendo a uma solicitação do Ministério da Educação da Polônia. O Ministério desejava que fosse produzido um microcomputador que atendesse três pressupostos básicos:
- baixo custo;
- compatibilidade com o ZX Spectrum
- possibilidade de uso em escolas

A fabricação do produto ficou a cargo da fábrica da Elwro em Wroclaw, e a produção começou em 1986. Três versões diferentes foram fabricadas, e uma quarta chegou ao estágio de protótipo, mas jamais foi desenvolvida.
A produção foi descontinuada em 1989, quando a Elwro fechou as portas. As instalações da empresa foram adquiridas posteriormente pela Siemens.

## Versões

### Elwro 800 Junior
- Versão "estudante", não possuía controlador de disco.

### Elwro 800-2 Junior
- Versão "professor", controlador de disco incluso.

### Elwro 800-3 Junior
- Versão "off-line" para uso doméstico.

### Elwro 804 Junior PC

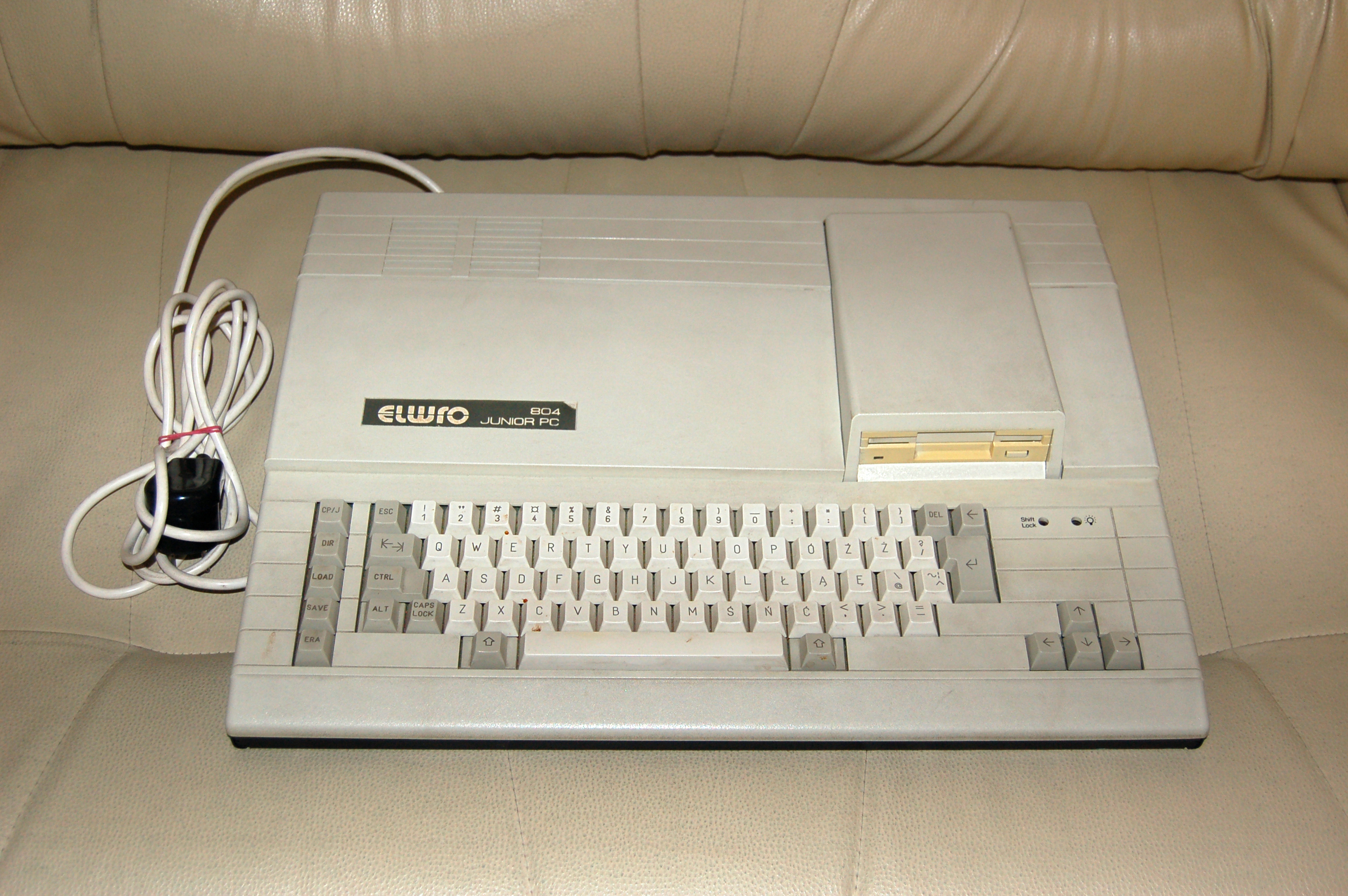
O protótipo Elwro 804 Junior PC, com unidade de 3" 1/2 embutida.

Não passou da fase de protótipo. O design lembrava o Commodore 128.

## Características
| UCP           | Zilog Z80A em 3,50 MHz |
| RAM           | 64 KiB (máxima) |
| ROM           | 24 KiB |
| Teclado       | mecânico, 75 teclas, cinco teclas de função, teclas de cursor |
| Display       | TV ou monitor de vídeo, 8 cores; texto: 32 ou 64×24 linhas; gráfico: 256×192 pixels. |
| Som           | alto-falante interno, uma voz, 10 oitavas |
| Portas        | interface de gravador cassete, saída para TV, saída para monitor de vídeo RGB, conector para joystick (ou mouse, ou caneta óptica), porta paralela, porta RS232C, controlador de disco (versão 800-3). |
| Armazenamento | gravador cassete; até dois drives de 5" 1/4 opcionais, 720 KiB cada. |